# Медич, Яков
Яков Медич (хорв. Jakov Medić; род. 7 сентября 1998, Загреб) — хорватский футболист, защитник английского клуба «Норвич Сити».

## Клубная карьера
Медич — воспитанник клубов «Кустошия», ХАСК, «Хрватски Драговоляц», «Загреб» и «Истра 1961». 7 мая 2017 года в матче против «Славен Белупо» он дебютировал в чемпионате Хорватии в составе последних. Летом того же года Медич перешёл в «Лучко». В матче против «Шибеника» он дебютировал в Третьей лиге Хорватии. В 2018 году Яков выступал за «Виноградар». В том же году Медич подписал контракт с немецким «Нюрнбергом», где выступал за дублирующий состав.
Летом 2019 года Медич перешёл в «Веен» на правах аренды. 13 сентября в матче против «Гройтер Фюрт» он дебютировал во Второй Бундеслиге. По итогам сезона клуб вылетел в Третью Бундеслиге, но игрок остался в команде, подписав полноценный контракт. 1 ноября 2020 года в поединке против дублёров «Баварии» Яков забил свой первый гол за «Веен».
Летом 2021 года Медич перешёл в «Санкт-Паули». 25 июля в матче против «Хольштайна» он дебютировал за новую команду. 15 января 2022 года в поединке против «Эрцгебирге» Яков забил свой первый гол за «Санкт-Паули». Летом 2023 года Медич перешёл в амстердамский «Аякс», подписав контракт на 5 лет. 12 августа в матче против «Хераклеса» он дебютировал в Эредивизи. В этом же поединке Яков забил свой первый гол за «Аякс».
20 августа 2024 года немецкий «Бохум» объявил об аренде Медича до конца сезона.
Летом 2025 года перешёл в английский «Норвич Сити», подписав трёхлетний контракт до середины 2028 года с возможностью продления ещё на один год.